# Maria Connor
Maria Jane Connor (apellido de soltera: Sutherland, previamente Connor) es un personaje ficticio de la serie de televisión británica Coronation Street, interpretada por la actriz Samia Smith desde el 19 de mayo del 2000, hasta ahora.

## Biografía
Maria llegó por primera vez a la calle Coronation en el 2000 e inmediatamente llamó la atención de Tyrone Dobbs, quien le propuso matrimonio bajo la torre Blackpool, sin embargo la relación terminó cuando Fiz Brown comenzó a interponerse entre ellos, más tarde cuando su hermano Kirk llega y comienza a salir con Fiz a Maria no le parece, sin embargo poco después se hace muy buena amiga de Fiz e incluso se mudan con Candice Stowe.
En noviembre del 2012 Maria le revela a su amigo Marcus Dent que está enamorada de él después de besarlo, aunque al inicio Marcus la rechaza poco después le dice que la quiere y terminan acostándose y saliendo.